# Geomys
Geomys es un género de roedores castorimorfos de la familia Geomyidae. Son conocidos comúnmente como tuzas del este o ratas de abazones del este. Se encuentran en América del Norte, desde el sur de Canadá hasta México.

## Especies
Se reconocen las siguientes especies:
- Geomys arenarius
- Geomys attwateri
- Geomys breviceps
- Geomys bursarius
- Geomys knoxjonesi
- Geomys personatus
- Geomys pinetis
- Geomys texensis
- Geomys tropicalis